# Hernando de Zafra

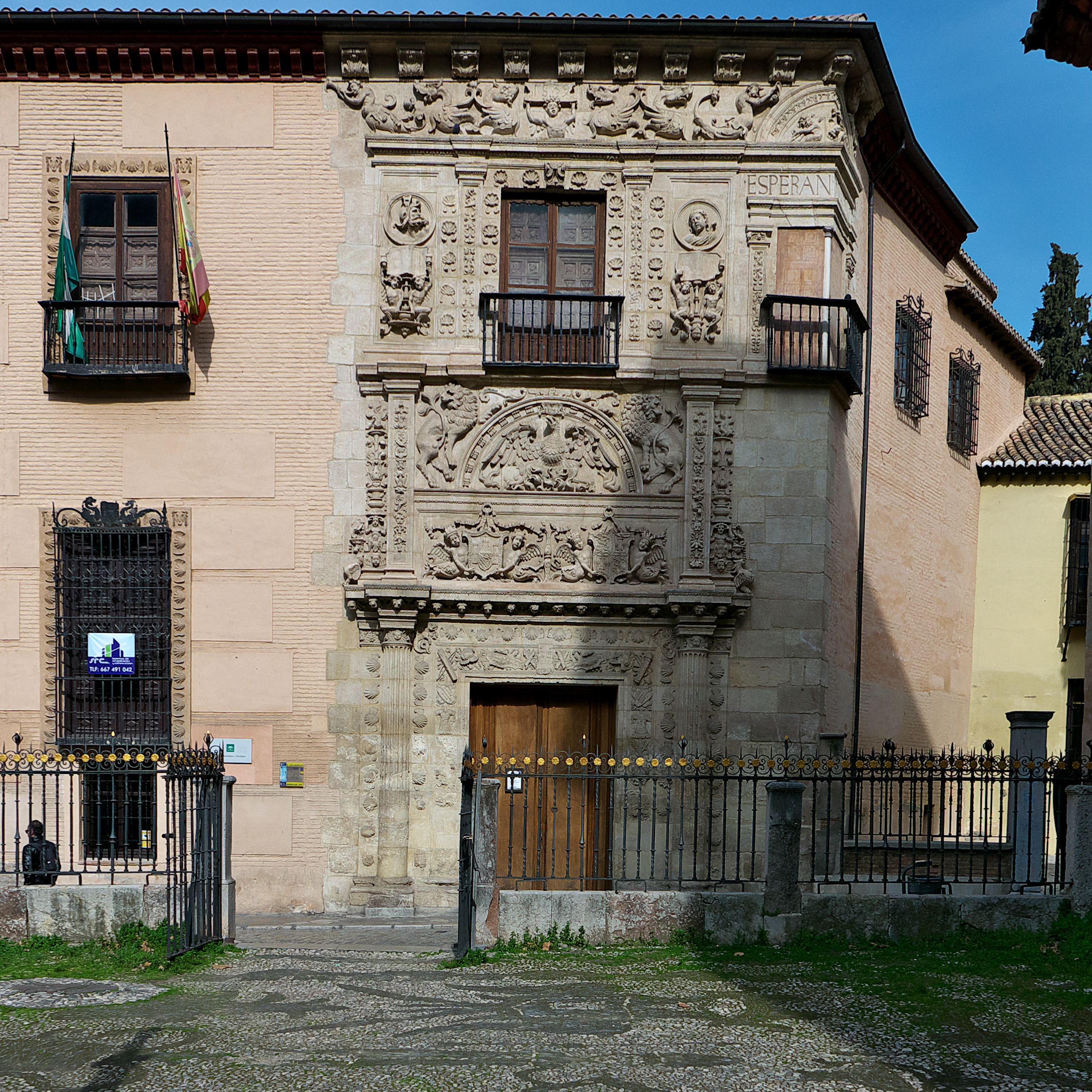
Casa de Castril. Residencia de los Hernando de Zafra en Granada

Hernando de Zafra o Fernando de Zafra (c. 1444 - 1507) fue secretario de los Reyes Católicos. Inicialmente un letrado de orígenes modestos ("de gente de honestos parientes plebeyos; pero fue de buen entendimiento e grande habilidad, e en las cosas de hacienda muy avisado" -según Gonzalo Fernández de Oviedo-), posiblemente de familia cristiana nueva (su hermano Pedro de Zafra fue procesado post mórtem por la Inquisición en 1509), su trabajo para los Reyes, especialmente durante la Guerra de Granada y el proceso de repoblación posterior (que en buena medida dirigió entre 1492 y 1499, junto al arzobispo Hernando de Talavera y al capitán general y alcaide Íñigo López de Mendoza) le convirtió en un importante aristócrata (señor de Castril) vinculado a la oligarquía cristiana que se estableció en el reino de Granada. Por mandato, fue el responsable de firmar en representación de Fernando el Católico las Capitulaciones de Alfacar (1491). Fue el principal negociador de la rendición de Granada por parte cristiana, junto con Gonzalo Fernández de Córdoba:

El de Zafra, portador de la propuesta definitiva de los Reyes de Castilla, se retrasaba aquel día en el interior de la plaza. Había caído ya la noche, y en el cuartel de los Reyes su tardanza infundía sospechas... Hernando de Zafra, que allá tarda, se cree le hayan muerto o preso... al quarto de la modorra, con ánimo enhiesto, sin que ningún peligro le apasionase, salió [Gonzalo de Córdoba] del real, hurtándose de las guardas; antes de la luz primera llegó a la Alhambra, donde halló con el Rey y los Alfaquíes Corrud y Pequeni y al Alcaide Muley y secretario Fernando de Zafra. Se discutían aún las garantías y certidumbre que los Reyes daban a Boabdil por su dominio de las Alpujarras. Y el recién llegado fue quien zanjó la discusión que ponía fin a lo tratado: El debdo y tierras, señor alcayde, durará quanto durare su señoría en el servicio de sus altezas
Hernán Pérez del Pulgar, citado y glosado por Luis María Lojendio

## Incorporación a la burocracia real
Su fecha de nacimiento se desconoce, pero debía tener treinta años para la muerte de Enrique IV (1474), cuando tomó partido por el bando de Isabel y Fernando, a cuyo servicio entró en 1475 o 1476 como subordinado del contador mayor Rodrigo de Ulloa y guarda del rey. En 1476 se casó con Leonor de Torres, hija del secretario real Diego García de Salamanca. En 1481, durante una pelea, mató a Fernando de Salamanca, hijo de Diego Alfón o Alfonso, mercader de esa ciudad (con yra o maliconia le echastes de una escalera ayuso e le distes con un palo en la cabeça, de la cual ferida murió); pero el asunto se solucionó con el perdón por parte de los parientes del muerto. No tuvo hijos en su matrimonio, pero sí uno extramatrimonial, Fernán Sánchez de Zafra, al que legitimó en 1483.

## Ascenso durante la guerra de Granada
Ocupó los cargos de regidor perpetuo de Ronda (1485), alguacil mayor de Marbella (1486) y escribano mayor de rentas de Málaga y su obispado (1487, antes incluso de su conquista). En noviembre de 1487 se le encomendó la investigación de los gastos de artillería y todo tipo de suministros y gastos tocantes a la guerra, incluso de los bienes incautados por la Inquisición y la recaudación de la bula de Cruzada; lo que suponía una situación clave en la administración, a lo que añadió la inspección, junto con Luis de Santángel, de las cuentas de la Santa Hermandad. Desde 1488 se encargó del aprovisionamiento y reparación de las plazas ganadas. En ese año fue nombrado secretario real, y en 1489 intervino por primera vez en negociaciones diplomáticas (la capitulación de Almuñécar). Cobraba un sueldo de cien mil maravedíes, y figuraba en segundo lugar de la lista de seis o siete secretarios reales, tras Fernán Álvarez de Toledo y junto a Juan de la Parra.
En la ciudad de Granada obtuvo la propiedad de los llamados baños árabes de Hernando de Zafra, el palacio Dar al-Horra y el solar donde se levantó la Casa de Castril y los dos conventos anexos. La Casa de Castril fue el palacio de los Zafra a partir de ese momento, ¿¿y objeto de alguna leyenda y frase popular sobre uno de sus descendientes (llueve más que cuando enterraron a Zafra -por el desbordamiento del Darro del 4 de marzo de 1600, que se habría llevado el ataúd de César de Zafra, que estaba de cuerpo presente y no fue hallado-).??

## Últimos años
Tras la guerra de Granada el ámbito de expansión de la Monarquía Hispánica en los últimos años del siglo XV y los primeros del siglo XVI se proyectó a Italia, África y el Rosellón, y a esos nuevos centros de interés se desplazó la actividad como secretario de Hernando de Zafra. Tras la muerte de Isabel la Católica fue confirmado en sus cargos por Felipe el Hermoso.
En la empresa del descubrimiento del Nuevo Mundo, Zafra no parece que tuviera gran intervención, aunque consta que el 25 de mayo de 1493 seleccionó veinte lanzas jinetas a caballo de la Santa Hermandad y obreros capacitados para hacer acequias, para incorporarse al segundo viaje de Colón.
En 1501 Hernando de Zafra fue sucedido en un puesto clave de la administración (el de contador mayor de Granada) por Francisco de los Cobos, a quien él mismo había reclutado para el servicio real, nombrándolo su escribano (posteriormente lo fue también de Lope de Conchillos). Cobos pasó a ser el protector de la familia de Zafra, y en 1523 cede a Hernando de Zafra (hijo) su propio puesto de caballero veinticuatro de Granada.